# Lorenzo Pilat
Lorenzo Pilat [lorènco pilát], znan pod psevdonimom Pilade, italijanski pevec in skladatelj, * 24. junij 1938, Trst, Kraljevina Italija.

## Delna diskografija

### 33 vrt./min (objavljeno kot Lorenzo Pilat)
- 1973: Trieste matta (CBS, 65477)
- 1975: La mula (CBS)
- 1978: Io, Trieste (Poor Cow, LTS 040)
- 1981: Trieste mia (CGD)

### 45 vrt./min (objavljeno kot Pilade)
- 1965: D'accordo/Ciao ciao ciao (Ciao!Ragazzi, CR. 01001)
- 1965: Charlie Brown/In tredici (Ciao!Ragazzi, CR. 01005)
- 1965: Shenandoah/Charlie Brown (Ciao!Ragazzi, CR. 01007)
- 1966: Lei non può/La mia ciccia (Ciao!Ragazzi, CR. 01013)
- 1966: La mia ciccia/Vale più di noi (Ciao!Ragazzi, CR. 01016; na strani B: Ico Cerutti)
- 1967: La legge del menga/Male e bene (Clan Celentano, ACC 24049)
- 1968: Non sono Frank Sinatra/Che notte sarà (Clan Celentano, ACC 24065)
- 9. marec 1968: Il re d'Inghilterra/La tramontana (Clan Celentano, ACC 24072)
- 1968: Un po' di vino/Amami un giorno soltanto (Clan Celentano, ACC 24075)
- 1969: Angelino il camionista/Rosina (Clan Celentano, BF 69017)
- 1970: Ezechiele/È tempo di piangere (Clan Celentano, BF 69037)
- 1970: Tacata/L'universo (Mercury Records, 6027 002)

### 45 vrt./min (druge udeležbe)
- 1966: Il ragazzo della via Gluck (Clan Celentano, ACC 24033) vgravirano kot Trio del Clan (skupaj z Icom Ceruttijem in Ginom Santercolejem)

### 45 vrt./min (objavljeno kot Lorenzo Pilat)
- 1971: 71/Settimo cielo (Leofilm, 163; s Calibro 45)
- 1975: Madonna d'amore/Chi sarà la mia stella (CBS 3114)
- 1977: Matrimonio sbagliato/Fin da bambino (CBS 5182)
- 1977: Mamma Boogie/I believe her (CBS 5180) s skupino "La Quinta Strada"
- 1978: Buonanotte, buon Natale/Acqua, acqua fuoco, fuoco (Antenna Nord AN 49001)
- 1978: Finanziere/Giovedì (Antenna Nord AN 49002)
- 1978: Rocky Lopi Boogie/Baby I don't care (Antenna Nord AN 49003)
- 1982: Pinocchio rock/Credi mama (Ariston AR 00926)

### Glasbeni kaseti (objavljeno kot Lorenzo Pilat)
- 1982: Pilat Supercassetta (Poor Cow, LTSC 043)
- 1989: Pilat Un artista in cartolina (Poor Cow, LTSC 043)

### CD (objavljeno kot Lorenzo Pilat)
- 2000: Ghost (Poor Cow)
- 2000: Pilade (DV More Record)
- 2000: Riccio di mare (Ed. Digital sound)
- 2002: La cavala zelante - Canzoni triestine n. 1 (Poor Cow)
- 2002: Torno a Trieste - Canzoni triestine n. 2 (Poor Cow)
- 2002: Trieste piena de mar - Canzoni triestine n. 3 (Poor Cow)
- 2002: Viva la bora - Canzoni triestine n. 4 (Poor Cow)
- 2005: Cuore da bambino (Poor Cow)
- 2006: Come te pol dimenticarte de Trieste - Canzoni triestine n. 5 (Poor Cow)
- 2006: Sussurrando melodie d'amore (Poor Cow)
- 2006: C'era una volta il Clan (Green/Duck Record)
- 2007: Canto le mie canzoni...! (Poor Cow)
- 2007: I famosi del Clan (Poor Cow)
- 2011: Voio far el sindaco (Poor Cow)

### Pesmi, napisane za druge pevce (objavljeno kot Lorenzo Pilat)
- 1966: Come mai - Caterina Caselli
- 1967: Il re della speranza - Armando Savini
- 1967: Non c'è bisogno di camminare - Maurizio Arcieri
- 1967: La rosa nera - Gigliola Cinquetti
- 1967: Sole spento - Caterina Caselli
- 1968: L’attore - Adriano Celentano
- 1968: L’orologio - Caterina Caselli
- 1968: Non illuderti mai - Orietta Berti
- 1969: Emanuel - Caterina Caselli
- 1969: Alla fine della strada - Junior Magli - Tom Jones - The Casuals
- 1969: La rivale - Katty Line
- 1969: Se ne va - Orietta Berti
- 1969: Volano le rondini - Gigliola Cinquetti
- 1969: Una luce mai accesa - Caterina Caselli
- 1970: Romantico blues - Bobby Solo - Gigliola Cinquetti
- 1970: Fin che la barca va - Orietta Berti
- 1970: Una bambola blu - Orietta Berti
- 1971: Ritorna amore - Orietta Berti
- 1972: Una casa senza nome - Caterina Caselli (neobjavljen)
- 1972: Quanto è bella lei - Gianni Nazzaro
- 1972: Vino amaro - Gianni Nazzaro
- 1975: She - La Quinta Strada
- 1976: Una casa senza nome - Umberto Lupi